# Droga wojewódzka nr 875
Droga wojewódzka nr 875 (DW875) – droga wojewódzka o długości ok. 76 km. Łączy cztery miasta: Mielec, Kolbuszową, Sokołów Małopolski i Leżajsk.

## Ważniejsze miejscowości leżące na trasie DW 875
- Mielec (DW983), (DW984), (DW985)
- Kolbuszowa (DK9), (DW987)
- Raniżów
- Sokołów Małopolski (S19), (DW878), (DW881)
- Leżajsk (DK77), (DW877)

## Historia
Uchwałą Rady Ministrów nr 192 z dnia 2 grudnia 1985 w dniu 14 lutego 1986 roku droga została zaliczona do dróg krajowych o numerze 875, a 1 stycznia 1999 zgodnie z rozporządzeniem Rady Ministrów z dnia 15 grudnia 1998 r. w sprawie ustalenia wykazu dróg krajowych i wojewódzkich została zaliczona do dróg wojewódzkich o tym samym numerze. 11 października 2019 otwarto obwodnicę Kolbuszowej i Weryni.